# Pallottole cinesi
Pallottole cinesi (Shanghai Noon) è un film del 2000 diretto da Tom Dey.
Film commedia d'azione con protagonisti Jackie Chan e Owen Wilson; nel 2003 è uscito il seguito intitolato 2 cavalieri a Londra.

## Trama
Città Proibita, Dinastia Qing, 1881. La guardia imperiale Chon Wang, insieme a suo zio, l'Interpretatore Reale, deve liberare la principessa Pei Pei (sua amica da quando erano piccoli); durante un viaggio per affari, la giovane è stata rapita con un inganno dal falso avvocato Thomas Andrews Lupon e portata in Nevada, negli Stati Uniti d'America, dal perfido Lo Fong, ex guardia imperiale ambiziosa accordatasi con Nathan Van Cleef, lo sceriffo di Carson City, dove era stato esiliato per aver cercato di usurpare il trono dell'imperatore cinese. Durante il viaggio in treno, Chon Wang e lo zio vengono assaliti da Roy O'Bannon e Calvin Andrews, due banditi ricercati dallo sceriffo, che sabotano il treno; Wallace, uno dei nuovi banditi di Roy, uccide lo zio di Wang, e quest'ultimo respinge i banditi per poi riuscire a scappare. Wallace decide poi di prendere il controllo della banda, malmena Roy e se ne va lasciandolo solo a morire nel deserto.
Mentre intanto il finto avvocato viene ucciso da Lo Fong, poiché voleva il doppio della paga, Wang trova Roy che gli fa sapere che Carson City si trova dall'altra parte della montagna; raggiunto il luogo, Wang salva una ragazza Sioux dalla tribù del Corvo e si ritrova a sposare come ricompensa del suo eroismo Foglie Cadute, la figlia del capo. Giunto poi in città, Wang rivede Roy e i due iniziano una rissa che si conclude con il loro arresto da parte dei pistoleri di Van Cleef. Dopo essersi scambiati le loro storie in cella, i due accettano di trovare Pei-Pei (anche per via della prospettiva del riscatto in oro), ma in quel momento arriva Foglie Cadute che libera i due e poi assiste Wang nel suo addestramento da cowboy sotto Roy. I tre vengono però raggiunti e inseguiti da Van Cleef in quanto ricercati, e si rifugiano in un bordello, il "nascondiglio" di Roy, dove iniziano a diventare amici. Wang viene a sapere che Roy, che seduce tutte le donne che incontra, è diventato un bandito solo per non cedere alle angherie dello sceriffo Van Cleef, che non si comporta nemmeno come un uomo di legge, soprattutto ora che il vicesceriffo è stato ucciso da Wang.
Dopo alcuni giorni, i tre vengono ripresi dai pistoleri e dalle ex-guardie cinesi, per poi scoprire la verità su Pei-Pei, che per l'appunto è stata rapita. Nonostante vengano condannati all'impiccagione, Wang si libera, Foglie Cadute spara alla corda di Roy e i tre fuggono, ma poi Wang si separa dal gruppo, scontento perché aveva sentito da Roy e da una prostituta di non essere un suo amico. Wang trova a un certo punto Pei-Pei in un campo di lavori forzati di Lo Fong che funge da cava e le propone la fuga, ma afferma, se mai verrà liberata, di voler conoscere il mondo, trovare un mestiere e diventare una donna normale, ma per ora vuole rimanere nella cava di Lo Fong per non fargli sospettare nulla e per non lasciare che uccida altri operai cinesi. Lo Fong scopre Wang e lo attacca, ma Roy arriva e salva l'amico.
Il giorno dopo, le Guardie Imperiali raggiungono la chiesa missionaria di Carson City dove portano l'oro per riscattare Pei-Pei, ma a Lo Fong non basta: ha infatti esatto un ultimatum nel quale vuole anche essere riammesso tra le guardie imperiali, e come se non bastasse intende sposare Pei-Pei per interesse. Lo scambio viene però complicato dall'arrivo di Wang e Roy, i quali si travestono da frati e liberano Pei-Pei, che brucia il libro con la regola imperiale; questo causa una rissa con Lo Fong e le guardie, e poi anche con Van Cleef, che però viene ucciso in duello da Roy. Wang combatte le guardie imperiali per un po', ma riesce poi a convincerle a lasciarlo andare per salvare Pei-Pei, che è invece inseguita da Lo Fong tra le travi della chiesa; dopo che la principessa rimane ferita, Wang raggiunge Lo Fong al campanile, e dopo un feroce combattimento smonta la campana e fa in modo che Lo Fong si strozzi con le sue corde. Finito tutto, le guardie permettono a Pei-Pei di rimanere in Nevada, anche perché l'imperatore ha avuto un altro erede, e ricompensano Wang e Roy con l'oro del riscatto. A questo punto Wallace e la sua gang raggiungono la chiesa ed esigono che Roy e Wang escano dall'edificio e li sfidino, ma in quel momento arrivano i Sioux che li circondano, e tutti i banditi di Carson City, compresa l'ex banda di Roy, vengono arrestati, tranne Calvin che diventa vicesceriffo.
A una celebrazione culturale cinese, dove partecipano anche i cinesi finalmente liberi dalla cava di Lo Fong, Roy, che cambia nome in Wyatt Earp, bacia Foglie Cadute, e Pei-Pei fa altrettanto con Wang, il quale decide di restare anche lui in America e diventa sceriffo insieme a Roy. Il film si conclude così con i due che si allontanano per affrontare una nuova banda di ladri di treni.

## Seguito
Il film ha avuto un seguito nel 2003, sempre interpretato da Jackie Chan: 2 cavalieri a Londra (Shanghai Knights).

## Curiosità
Il nome del personaggio interpretato da Jackie Chan, Chon Weng, è una storpiatura di John Wayne, o di 中文S, ZhōngwénP, ChungwenW, lett. "cinese".